# Cyclopina laurentica
Cyclopina laurentica is een eenoogkreeftjessoort uit de familie van de Cyclopinidae. De wetenschappelijke naam van de soort is voor het eerst geldig gepubliceerd in 1939 door Nicholls.